# Dreidel

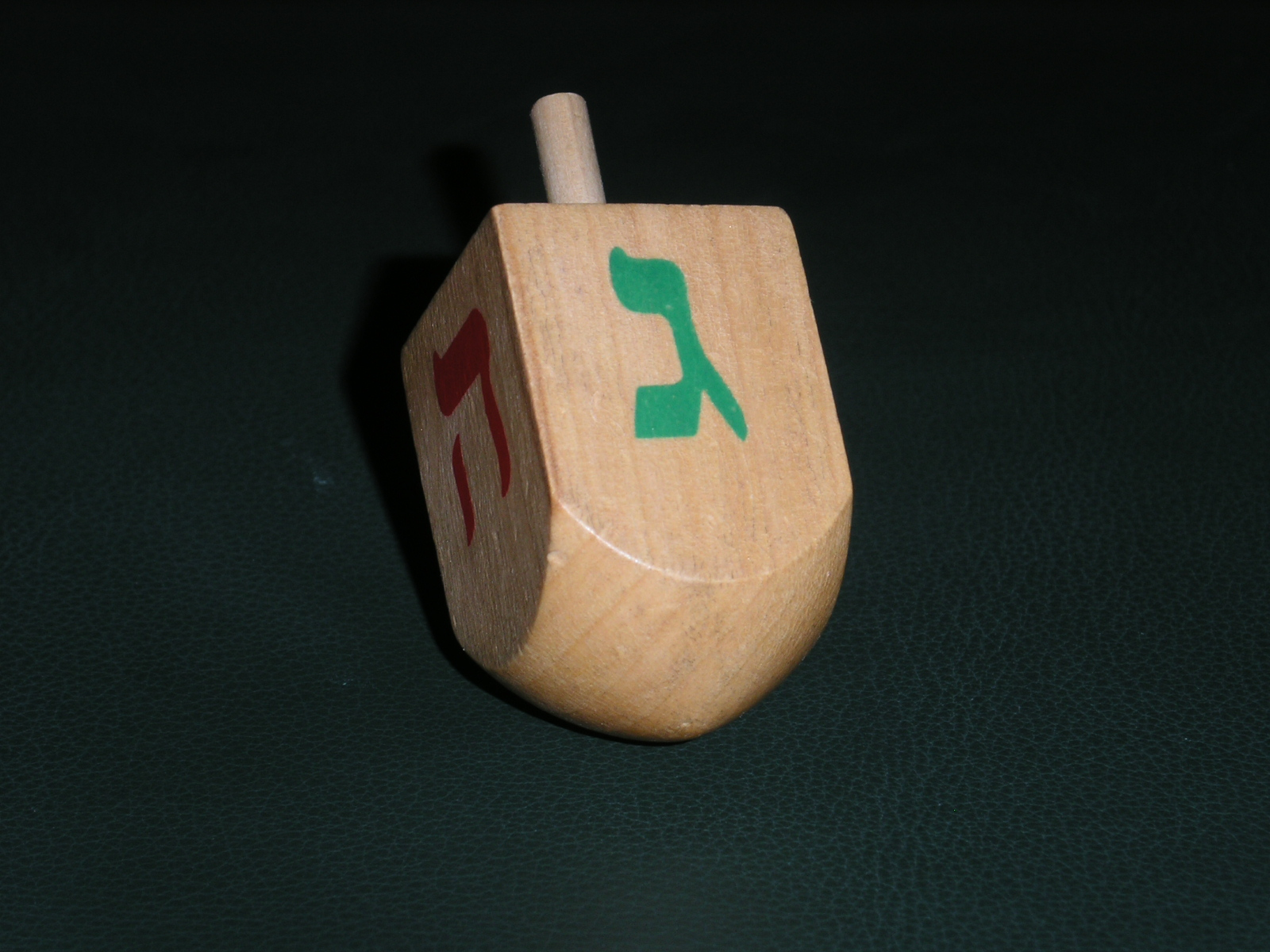
Moderne houten dreidel

De dreidel, trendel of sevivon (Hebreeuws: סביבון, sevivon) is een vierzijdig tolletje waarmee tegenwoordig vooral kinderen spelen. Traditioneel wordt tijdens het joodse chanoeka feest met de dreidel gespeeld. 

## Symboliek
Op de vier zijden van de dreidel staan vier Hebreeuwse letters: noen, giemel, hee en sjien. Deze vier letters staan voor de Hebreeuws woorden Nes Gadol Haja Sjam, vertaald als: 'een groot wonder gebeurde daar'. Met het wonder wordt het wonder van de olie bedoeld, dat bij het chanoeka feest wordt herdacht. In Israël wordt de sjien vervangen door de pee, zodat er staat: een groot wonder gebeurde hier (Nes Gadol Haja Pò).
Toen de joodse studie tijdens de Chanoeka-episode onder de Syrische bezetter verboden was, werd het tolletje gebruikt om in het geheim te studeren; als studenten werden betrapt deden zij net alsof zij een onschuldig spelletje speelden.

## Spel
Het spel met de dreidel draait om een pot, waarin munten, noten of chocolade gedaan wordt door de deelnemers. Om de beurt draaien de deelnemers aan de dreidel en komt een van de letters boven. De betekenis van de letters, ontleend aan het Jiddisch, is als volgt.
- Nichts (niets - je krijgt niets)
- Ganz (gans - je krijgt alles)
- Halb (half - je krijgt de helft)
- Shtell arein (stop (stel) erin / je moet bijleggen in de pot)

Het spel gaat door totdat iedereen blut is, behalve de winnaar, die heeft alles.

## Wetenswaardigheden

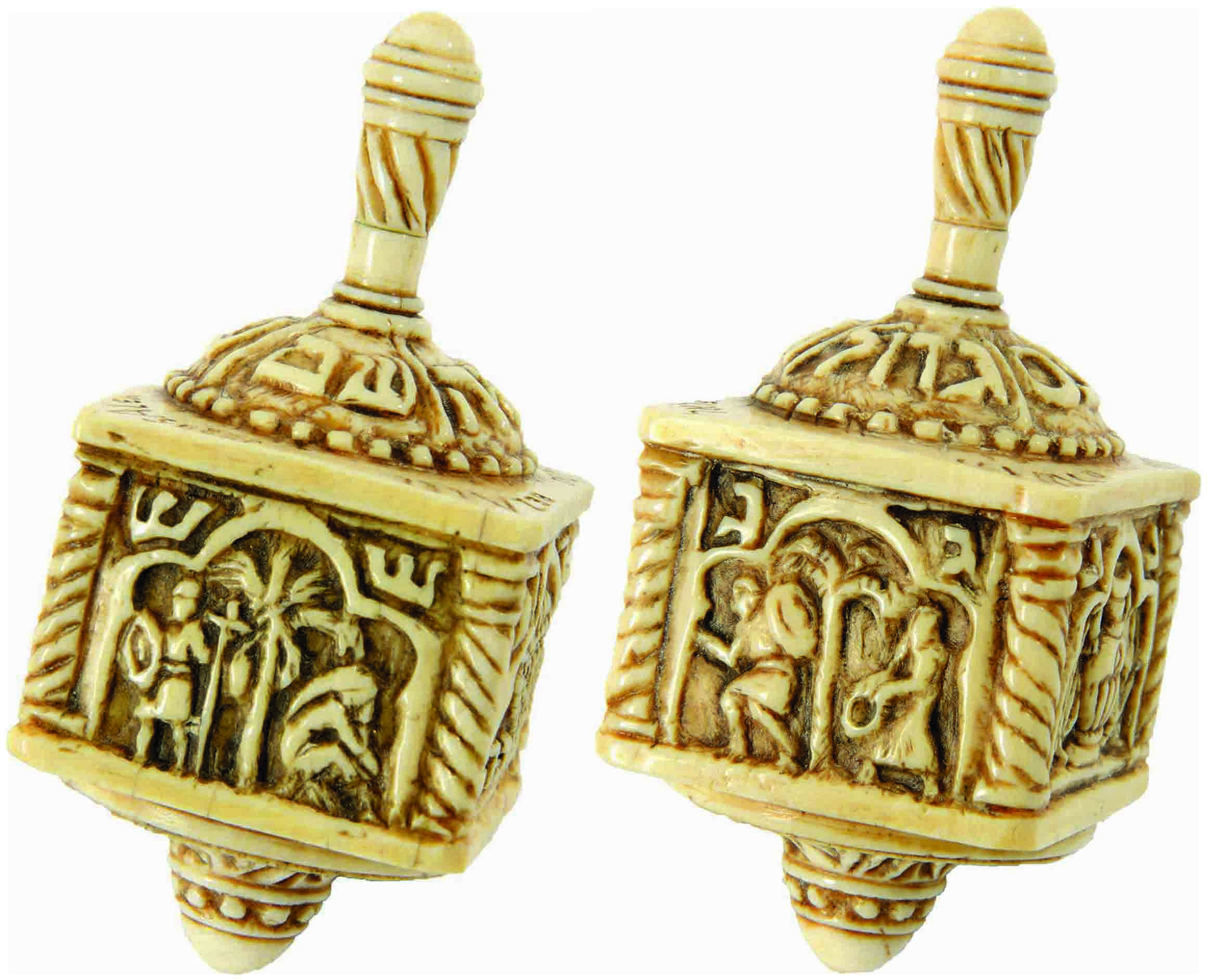
Dreidel van ivoor

In 1973 scoorde de Amerikaanse singer-songwriter Don McLean een hit met Dreidel.